# 大萼羽叶花
大萼羽叶花（学名：Acomastylis macrosepala），为蔷薇科羽叶花属下的一个植物种。